# Чемпионат Аргентины по волейболу среди женщин
Чемпионат Аргентины по волейболу среди женщин — ежегодное соревнование женских волейбольных команд Аргентины. Проводился в 1952—1990 среди сборных команд провинций. С 1971 — проходит среди клубов. 
Соревнования проводятся в рамках Женской Лиги. С 1996 организатором является Аргентинская волейбольная лига (Liga Argentina de Voleibol), являющаяся структурным подразделением Федерации волейбола Аргентины (Federacion del Voleibol Argentino — FeVA).    

## Формула соревнований
Чемпионат 2025 проводился с января по апрель в два этапа — предварительный и плей-офф. На предварительной стадии команды играли в один круг. 8 лучших вышли в плей-офф и далее по системе с выбыванием определили финалистов, которые разыграли первенство. Серии матчей плей-офф проводились до двух побед одного из соперников.
В чемпионате участвовали 15 команд: «Химнасия и Эсгрима» (Ла-Плата), «Бока Хуниорс» (Буэнос-Айрес), «Эстудиантес» (Ла-Плата), «Ривер Плейт» (Буэнос-Айрес), СЭФ’5 (Ла-Риоха), «Феррокарриль Оэсте» (Буэнос-Айрес), «Сондер» (Росарио), «Сан-Лоренсо де Альмагро» (Буэнос-Айрес), «Вилья Дора» (Санта-Фе), «Нормаль’3» (Росарио), «Институто Сентраль» (Кордова), «Сан-Хосе» (Буэнос-Айрес), «Банко Провинсия» (Ла-Плата), «Наутико Спортиво Авельянеда» (Росарио), «Велес Сарсфилд» (Буэнос-Айрес). Чемпионский титул выиграла команда «Химнасия и Эсгрима», победившая в финальной серии «Эстудиантес» 2-0 (3:2, 3:0). 3-е место заняла «Бока Хуниорс».
За победы со счётом 3:0 и 3:1 команды получали по 3 очка, за победу 3:2 — 2, за поражение 2:3 — 1 очко, за поражения 0:3 и 1:3 очки не начислялись.

## Чемпионы среди провинций
| - 1952 Буэнос-Айрес - 1953 Буэнос-Айрес - 1954 Буэнос-Айрес - 1955 — - 1956 Буэнос-Айрес - 1957 Санта-Фе - 1958 Буэнос-Айрес - 1959 Буэнос-Айрес - 1960 — - 1961 — - 1962 — - 1963 — - 1964 — - 1965 Буэнос-Айрес - 1966 — - 1967 — - 1968 Буэнос-Айрес - 1969 Буэнос-Айрес - 1970 Буэнос-Айрес - 1971 Буэнос-Айрес | - 1972 Буэнос-Айрес - 1973 — - 1974 Буэнос-Айрес - 1975 Буэнос-Айрес - 1976 Буэнос-Айрес - 1977 — - 1978 — - 1979 — - 1980 Санта-Фе - 1981 — - 1982 Буэнос-Айрес - 1983 — - 1984 Буэнос-Айрес - 1985 — - 1986 Санта-Фе - 1987 Санта-Фе - 1988 Буэнос-Айрес - 1989 — - 1990 Санта-Фе |

## Чемпионы среди клубов
| - 1971 «Химнасия и Эсгрима» (Буэнос-Айрес) - 1972 «Химнасия и Эсгрима» (Буэнос-Айрес) - 1973 «Химнасия и Эсгрима» (Буэнос-Айрес) - 1974 «Химнасия и Эсгрима» (Буэнос-Айрес) - 1975 «Химнасия и Эсгрима» (Буэнос-Айрес) - 1976 «Химнасия и Эсгрима» (Буэнос-Айрес) - 1977 «Химнасия и Эсгрима» (Буэнос-Айрес) - 1978 «Химнасия и Эсгрима» (Буэнос-Айрес) - 1979 «Феррокарриль Оэсте» (Буэнос-Айрес) - 1980 «Феррокарриль Оэсте» (Буэнос-Айрес) - 1981 «Феррокарриль Оэсте» (Буэнос-Айрес) - 1982 «Феррокарриль Оэсте» (Буэнос-Айрес) - 1983 «Феррокарриль Оэсте» (Буэнос-Айрес) - 1984 «Феррокарриль Оэсте» (Буэнос-Айрес) - 1985 «Феррокарриль Оэсте» (Буэнос-Айрес) - 1986 - 1987 - 1988 - 1989 - 1990 - 1991 - 1992 - 1993 - 1994 - 1995 - 1996 «Химнасия и Эсгрима» (Буэнос-Айрес) - 1997 «Химнасия и Эсгрима» (Буэнос-Айрес) - 1998 «Ривер Плейт» (Буэнос-Айрес) | - 1999 «Химнасия и Эсгрима» (Ла-Плата) - 2000 «Химнасия и Эсгрима» (Ла-Плата) - 2001 «Универсидад де Буэнос-Айрес» (Буэнос-Айрес) - 2002 «Химнасия и Эсгрима» (Ла-Плата) - 2003 «Химнасия и Эсгрима» (Буэнос-Айрес) - 2004 «Ривер Плейт» (Буэнос-Айрес) - 2005 «Ривер Плейт» (Буэнос-Айрес) - 2006 «Ривер Плейт» (Буэнос-Айрес) - 2007 «Банко де ла Насьон» (Буэнос-Айрес) - 2008 «Банко де ла Насьон» (Буэнос-Айрес) - 2009 «Банко де ла Насьон» (Буэнос-Айрес) - 2010 «Бока Хуниорс» (Буэнос-Айрес) - 2011 «Бока Хуниорс» (Буэнос-Айрес) - 2012 «Велес Сарсфилд» (Буэнос-Айрес) - 2013 «Бока Хуниорс» (Буэнос-Айрес) - 2014 переход на систему зима—весна - 2015 «Бока Хуниорс» (Буэнос-Айрес) - 2016 «Вилья-Дора» (Санта-Фе) - 2017 «Химнасия и Эсгрима» (Ла-Плата) - 2018 «Бока Хуниорс» (Буэнос-Айрес) - 2019 «Бока Хуниорс» (Буэнос-Айрес) - 2020 чемпионат не завершён, итоги не подведены - 2021 «Сан-Лоренсо де Альмагро» (Буэнос-Айрес) - 2022 «Бока Хуниорс» (Буэнос-Айрес) - 2023 «Бока Хуниорс» (Буэнос-Айрес) - 2024 СЭФ’5 (Ла-Риоха) - 2025 «Химнасия и Эсгрима» (Ла-Плата) |